# 島津忠恒
島津 忠恒／島津 家久（しまづ ただつね／しまづ いえひさ、天正4年11月7日〈1576年11月27日〉- 寛永15年2月23日〈1638年4月7日〉）は、安土桃山時代から江戸時代前期の武将、外様大名。薩摩藩初代藩主。通称は又八郎。『絵本太閤記』には島津亦七郎忠常とある。
島津氏を戦国大名へと成長させた島津貴久の孫にあたり、島津義弘の子。正室である亀寿は伯父・島津義久の娘で、初め忠恒の兄である島津久保と結婚したが、久保の死後に忠恒と結婚した。後に家久（いえひさ）と改名するが、同名の叔父が存在するため、初名の忠恒で呼ばれることが多い。

## 経歴
天正4年11月7日（1576年11月27日）、島津義弘の三男として生まれた。伯父・義久に男児がなかったために島津氏は父・義弘が名代となっていたが、長兄が夭折、文禄2年（1593年）に次兄・久保が朝鮮で病により陣没したため、又八郎が豊臣秀吉の指名により島津氏の後継者と定められた。
後継者となる前は、蹴鞠と酒色に溺れる日々を送っており、朝鮮出兵中の義弘から書状で注意を受けていた。しかし、後継者になると父や伯父たち同様に本来備わった優れた武勇を発揮した。慶長の役では慶長3年（1598年）、父・義弘に従って8,000の寡兵で明軍数万を破る猛勇を見せている（泗川の戦い）。
『絵本太閤記』によると、城に攻め寄せてきた、董一元率いる明の大軍4万余りに対して、兵1千を率い、城外に討って出て、縦横無尽に槍を突き立てたり、多くの明の兵士を切り捨てたりしたという。城を守っていた大将の義弘と兵5千も、機を見て城外に討って出て、遮二無二突き破り、明人の首3万を討ち取ったという。
ただ、態度や性格が直ったわけではなく、朝鮮の役でも忠恒の横暴に苦しんだ雑兵が朝鮮側に逃亡したという記録がある。
慶長4年（1599年）1月9日、朝鮮より帰国した忠恒は五大老より泗川の戦いでの軍功を賞して、五万石の加増と左近衛少将に任じられた。これまで「島津又八郎殿」と仮名で呼ばれていたが、これ以降「羽柴薩摩少将殿」と呼ばれる。また2月20日には義久より島津家相伝の重宝類である「御重物」のうち「時雨軍旗」が送られ、正式に島津本宗家の家督を継いだ。
慶長4年（1599年）3月9日、家老・伊集院忠棟（幸侃）を京都・伏見の島津邸で自らの手で斬殺した。朝鮮在陣中に石田三成と忠棟が主導した島津家支配体制への介入、あるいは当主権の侵害を、忠恒は家督相続と同時に排除する決断をしたのだろう。しかし忠棟は家臣であると同時に秀吉から直接知行を宛行われた御朱印衆である。そんな忠棟を殺害する事は彼と昵懇だった三成を敵に回すことを意味し、ひいては豊臣政権への反逆ともとられかねない。そのためなぜこのタイミングで忠恒がみずから忠棟を殺害するという選択をしたのかは謎が残る。忠棟殺害後、忠恒は高雄山に蟄居・謹慎している。これは三成の意向とも義弘が三成に忖度して蟄居させたともいう。閏3月4日、三成に不満を持った七将が石田邸を襲撃し、最終的に徳川家康の仲裁で三成は隠居する事となった。石田邸襲撃の翌閏3月5日には忠恒は高雄山から伏見の自邸へと戻る。家譜ではこれは家康の計らいとしている。三成の失脚により、忠恒の罪は無かったことにされた。三成の失脚を知った忠棟の子・伊集院忠真は閏3月中に国許の庄内で反乱を起こした（庄内の乱）。忠恒は家康の承諾を得て、国許へ帰国し、義久と共に反乱鎮圧の指揮を取る。慶長5年（1600年）、家康の仲裁もあり、忠真は島津家に降伏し、乱は終結した。その後、忠真は慶長7年（1602年）に日向国の野尻で催した狩りの最中に忠恒によって射殺され、供の者も誅殺された。庄内の乱の折、肥後の加藤清正や飫肥の伊東佑兵は伊集院方を支援していた。関ヶ原の戦いの折、加藤軍は当主の清正が在国しており、伊東軍は当主の佑兵は大坂にいたが軍が領国にいた。島津家は内には忠真、外には清正や伊東氏という敵に囲まれていた。また関ヶ原の戦い後の混乱期に清正から忠真経由で有力な一族である島津以久への密書が発見される。この以久の行動は新名一仁によると、義久の後継者を忠恒ではなく、以久の孫で義久の外孫にあたる島津久信にしようと以久らが計画していたのではないかと推測している。以久の父・島津忠将は忠恒の祖父で戦国大名としての島津氏の礎を築いた島津貴久の同母弟であり、この家は脇の惣領とも称されるほどの有力な家である。そのため以久を処罰する事はできないため忠真とその一族郎党が全ての罪を被さられて殺害されたのだろうと推測されている。
慶長7年（1602年）、関ヶ原の戦いで父の義弘が西軍に属したため、講和交渉をしていた伯父の義久に代わり、家康に謝罪のため上洛し、本領を安堵された。
慶長11年（1606年）、家康から偏諱を受け、家久と名乗った。
慶長14年（1609年）、3,000の軍勢を率いて琉球に出兵し、占領して付庸国とした（琉球との融和政策を図る義久とは対立していたとされている）。また、明とも貿易を執り行い、鹿児島城（鶴丸城）を築いて城下町を整備したり、外城制や門割制を確立するなど薩摩藩の基礎を固める一方で、幕府に対しては妻子をいちはやく江戸に送って参勤交代の先駆けとした。
慶長18年（1613年）、奄美群島を琉球に割譲させ、代官や奉行所などを置き、薩摩藩の直轄地とした。
慶長19年（1614年）、9月7日付起請文を将軍・徳川秀忠に向けて提出するように求められており、島津家が豊臣家に加担することがないような手段が講じられていた。
元和3年（1617年）、秀忠から松平の名字を与えられ、薩摩守に任官される。
寛永4年（1627年）より藩主・伊東祐慶の次男・伊東祐豊が将軍・徳川家光の小姓となっていた飫肥藩との間で牛の峠境界論争が発生し、寛永10年（1633年）、現地を視察した幕府の巡検使が飫肥藩の主張を支持した。薩摩藩は領域南西部の牛の峠付近について飫肥藩の主張を認めたものの北東部の北河内付近については納得せず、引き続き延宝3年（1675年）に幕府の裁定で飫肥藩側勝訴・薩摩藩側敗訴となるまで境界論争が継続されることになった。
寛永15年（1638年）、死去。享年62。殉死者が9名出ている。家督は次男の光久が相続した。

## 人物
- 和歌・連歌・茶の湯を嗜み、剣術は東郷重位から学んだとされる[4]。鹿児島湾の別名である錦江湾という呼び名は、忠恒が詠んだ「浪のおり かくる錦は 磯山の 梢にさらす 花の色かな」という歌に由来するとされる。
- 正室であり、いとこ同士でもある亀寿とは不仲であった上に2人の間に実子ができないため、幕府にかけあって徳川秀忠の子・国松丸（後の徳川忠長）を養子にしようと画策した。後継者問題は後々まで尾を引き、忠恒（家久）による義久の家老・平田増宗の暗殺も、家督相続にからんだものといわれている。増宗の子孫も、寛永11年（1634年）までに皆殺しにした。
- 隠居中とはいえ家中に影響力を持つ伯父であり、義父でもある義久の生存中は、側室を持つことを遠慮したと言われている[7]が、慶長14年（1609年）に琉球国王・尚寧王を連れて江戸におもむいた機会に側室を囲うことに関して幕府の言質を得ようとして成功している[8]。慶長16年（1611年）に義久が死去すると、すぐに亀寿を国分城に別居させ、側室を8人抱えた。それら側室との間に39歳から死ぬまでの間に33人もの子女を儲け、それらの子を次々と分家の家督相続者や重臣らの養子あるいは妻として押しつけ、自身に権力を集中させることに成功した。
- 後年、大坂の陣における真田信繁（幸村）の評として有名な「真田日本一の兵（つわもの）」という言葉を手紙に残したのは島津忠恒である[注釈 5]。

## 逸話
正妻である亀寿とは不仲であった。彼女が亡くなったおりに、亀寿付きの奥女中宛に以下のような和歌を送っている。
「あたし世の　雲かくれ行（いく）　神無月　しくるる袖の いつはりもかな」
（意訳：はかない世の中よ、亀寿はこの神無月に亡くなってしまった。涙で袖が濡れるほどか、といわれるとそこまでではないが）
実際に妻である亀寿の墓を建てていないことや、福昌寺跡にある島津家歴代の墓の中で、忠恒／亀寿夫妻の墓のみが並んでいない事からも、亀寿との不仲であったことや、彼女を冷遇していたことが窺える。しかし、この和歌の「もかな」は「もがな」と読んで「～だったらなあ」と訳すべきで、「この涙に濡れる袖が、まちがいであったならばなあ」と解釈すべきだとする意見もある。
側室の一人である島津忠清（母は亀寿の姉妹）の娘の生母（堅野カタリナ）は隠れキリシタンであることが発覚し、同時に隠れキリシタンであることが発覚したその一族と共に寛永10年（1633年）に種子島に流罪となっている。

## 系譜
- 父：島津義弘（1535-1619）
- 母：実窓夫人 - 広瀬助宗の養女、園田実明の娘
- 正室：島津亀寿（1571-1630） - 島津義久の三女
- 側室：島津忠清（島津仲家祖、薩州家島津義虎の三男、島津義久の外孫）の娘
  - 長女：夭折（1613ｰ1615）
  - 次男：島津光久（1616-1694） - 薩摩藩二代藩主、島津亀寿の養子
  - 四男：北郷久直（1617-1641） - 島津久敏（垂水島津家）の養子のちに北郷忠亮の後嗣
  - 七女：島津久章（新城島津家）室（1620-1645）
  - 七男：島津忠紀（1622-1647） - 島津久敏（垂水島津家）の後嗣
  - 九女：肝付兼屋（喜入肝付家）室（1625-1671）
- 側室：鎌田政重（播磨守）の娘
  - 長男：兵庫頭（1612-1614） ｰ 夭折
  - 次女：北郷翁久室（1614-1632）
  - 四女：種子島忠時室（1615-1643）
  - 三男：島津忠朗（1616-1676） - 加治木島津家祖
  - 五女：夭折（1618-1637）
  - 六女：夭折（1619-1634）
  - 五男：島津忠広（1620-1703） - 島津助之丞家祖
  - 八男：禰寝重永（1622-1688） - 禰寝重政の養子
  - 八女：島津久頼（市成島津家）室（1624-1644）
  - 十一男：伊集院久国（1626-1661） - 伊集院忠栄（伊集院伊膳家）の養子
- 側室：相良長泰の娘
  - 三女：島津久慶（日置島津家）室（1614-1648）
  - 九男：島津久雄（1622-1667） - 禰寝重政の養子のちに島津忠栄（永吉島津家）の養子
- 側室：宮原景辰の娘
  - 六男：町田忠尚（1621-1676） - 町田久幸の養子
- 側室：牧胤親の娘
  - 十男：鎌田正勝（1625-1666） - 鎌田政統の養子
  - 十三男：伊集院久朝（1627-1704） - 伊集院久族（伊集院本家）の養子
- 側室：崎山盛秀の娘
  - 十女：夭折（1625）
  - 十四男：伊勢貞昭（1629-1663） - 伊勢貞昌の養子
  - 十二女：夭折（1631）
  - 十四女：夭折（1633）
  - 十五女：夭折（1634）
  - 十六男：夭折（1635）
  - 十六女：島津久竹（宮之城島津家）室（1636-1708）
- 側室：家村重治の娘
  - 十一女：島津久茂（島津内記家）室（1626-1653）
  - 十三女：入来院重頼室（1632-1653）
- 側室：川村秀政の娘
  - 十二男：島津忠心（1627-1675） - 桂忠能の養子のちに島津久慶（日置島津家）の後嗣
  - 十五男：樺山久尚（1629-1646） - 樺山久辰の養子
- 側室：長橋局（米良あき）
- 養子
  - 女子：長寿院殿 - 長寿院殿月窓貞泉大姉、松平定行正室、島津朝久と島津御屋地の娘、忠恒の姪
  - 女子：千鶴 - 松平定行継室、伊集院忠真と島津御下の娘、忠恒の姪

## 関連作品
テレビドラマ
- 柳生十兵衛あばれ旅（1982年 - 1983年、テレビ朝日・東映） - 演：成田三樹夫

幕府転覆、柳生家滅亡を企む悪役として忠恒（家久）が登場した。
- 『琉球の風』（1993年、演：竪山博之）
- 『葵 徳川三代』（2000年、演：中村俊介）